# Chappes (Allier)
Chappes település Franciaországban, Allier megyében. Lakosainak száma 231 fő (2022. január 1.). Chappes Chavenon, Deux-Chaises, Murat, Saint-Priest-en-Murat, Saint-Sornin és Sazeret községekkel határos.

## Népesség
A település népességének változása:
| Lakosok száma | 352  | 240  | 219  | 207  | 209  | 212  | 229  | 238  | 240  | 231  |
|               | 1968 | 1982 | 1990 | 2006 | 2013 | 2015 | 2017 | 2019 | 2020 | 2022 |